# Truncacteocina oryzaella
Truncacteocina oryzaella is een slakkensoort uit de familie van de Cylichnidae. De wetenschappelijke naam van de soort is voor het eerst geldig gepubliceerd in 1956 door Habe.